# Podbablje
Podbablje község Horvátországban Split-Dalmácia megyében.

## Fekvése
Splittől légvonalban 61, közúton 83 km-re keletre, Makarskától légvonalban 16, közúton 36 km-re északkeletre, a dalmát Zagora területén, Imotska krajina középső részén, Imotski városával szemben, az Imotski-mező déli oldalán fekszik.

## A község települései
Közigazgatásilag Drum (községközpont), Grubine, Hršćevani, Ivanbegovina, Kamenmost, Krivodol, Podbablje Gornje és Poljica.települések tartoznak hozzá.

## Története
Podbabje nevét a felette emelkedő Baba-hegyről kapta, lefordítva azt jelenti, hogy a „Baba alatti hely”. Területe már a történelem előtti időben is lakott volt. A térség első ismert népe az illírek voltak. Jelenlétüket igazolják az ókorból fennmaradt halomsírok és várak maradványai. Az illír háborúk végeztével az 1. század elején e terület is Dalmácia római tartomány része lett. A békésebb idők gazdasági felvirágzást hoztak e vidék számára is. A római jelenlétet főként a Kamenmost területén előkerült régészeti leletek bizonyítják. A kereszténység már az első századokban elterjedt ezen a területen, erről mesélnek a szomszédos Zmijavcin talált ókeresztény bazilika maradványai, melyek a 6. századból származnak. A horvátok ősei a 7. században vándoroltak be erre a vidékre. A középkori horvát állam közigazgatásában ez a terület Fehér-Horvátországhoz, azon belül az Imoti zsupánsághoz tartozott. A bencés atyák a 11. században Proložachoz tartozó Opačacnál a Vrljika-folyó forrásánál építették fel kolostorukat, innen végezték a térség lakóinak keresztény hitre térítését. A 14. századtól a hívek lelki gondozását a ferencesek vették át, akik az elpusztult kolostort újjáépítették. A török 1463-ban meghódította a közeli Boszniát, majd 1493-re már ez a terület is uralmuk alá került. Az 1699-es karlócai béke török kézen hagyta. Végleges felszabadulása csak az újabb velencei-török háborút lezáró pozsareváci békével 1718-ban történt meg. Ezután 1797-ig a Velencei Köztársaság fennhatósága alá tartozott. A török uralom teljes ideje alatt a hívek lelki gondozását a vrljikai ferencesek látták el, kolostoruk a 17. századtól már a Prološko blato kis Manastir nevű szigetén működött. A 16. század második felében a rend Kamenmoston is letelepedett, ahol saját rendházuk és kápolnájuk is volt. 1747-ben Blašković püspök Poljicát Krivodollal együtt leválasztotta Podbabljéról, majd 1764-ben Runovićot is Zmijavcihoz csatolta. A plébániát kezdetben a ferences atyák vezették, akik 1735-ig laktak Kamenmoston, ezután építették fel az új plébániaházat a plébánia központjában. A velencei uralomnak 1797-ben vége szakadt és osztrák csapatok vonultak be Dalmáciába. 1806-ban az osztrákokat legyőző franciák uralma alá került, 1809-ben az Illír tartományok része lett, de Napóleon lipcsei veresége után 1813-ban újra az osztrákoké lett. A községnek 1857-ben 3277, 1910-ben 5158 lakosa volt. 1918-ban az új szerb-horvát-szlovén állam, majd később Jugoszláv Királyság része lett. A háború után a szocialista Jugoszláviához került. A lakosság elvándorlása az 1970-es évektől vette kezdetét, azóta lakossága folyamatosan csökkent. 1991 óta a független Horvátországhoz tartozik. 2011-ben a községnek 4680 lakosa volt.

## Lakosság
| Lakosság változása | Lakosság változása | Lakosság változása | Lakosság változása | Lakosság változása | Lakosság változása | Lakosság változása | Lakosság változása | Lakosság változása | Lakosság változása | Lakosság változása | Lakosság változása | Lakosság változása | Lakosság változása | Lakosság változása | Lakosság változása |
| ------------------ | ------------------ | ------------------ | ------------------ | ------------------ | ------------------ | ------------------ | ------------------ | ------------------ | ------------------ | ------------------ | ------------------ | ------------------ | ------------------ | ------------------ | ------------------ |
| 1857               | 1869               | 1880               | 1890               | 1900               | 1910               | 1921               | 1931               | 1948               | 1953               | 1961               | 1971               | 1981               | 1991               | 2001               | 2011               |
| 3.277              | 3.445              | 3.366              | 3.855              | 4.795              | 5.158              | 5.470              | 5.693              | 5.693              | 6.003              | 6.127              | 6.480              | 6.060              | 5.884              | 4.904              | 4.680              |

## Nevezetességei
- Szent Lukács evangélista tiszteletére szentelt plébániatemploma Kamenmoston a főút mellett áll. Ezen a helyen már a török érkezése előtt is templom állott, melyet a korabeli források 1562-ben említenek először. 1624-ben a ferencesek IV. Murád szultántól kértek engedélyt az újjáépítésére. A főbejárat feletti tábla szerint 1705-ben megújították. A templomon ma is látszanak a második építési fázis nyomai, melynek alsó része széttört sírkövekből, a felső rész pedig faragott kövekből épült. A templom mai formáját 1772-ben nyerte el. Bejárata felett hatágú rozetta látható, a homlokzat feletti harangtoronyban két harang található. Az épületet utoljára 1971-ben renoválták. Körülötte temető található.
- A Szent Antal templom Donje Podbabljén, a plébánia központját képező Drumon áll. Építése már 1898-ban felmerült, mivel a Szent Lukács plébániatemplom túl kicsinek bizonyult a két és félezer lakos számára és ráadásul a plébánia szélén épült. Az építésre azonban a hívek közötti nézeteltérések és a közbejött háború miatt sokat kellett várni. Az építési munkák 1927-ben kezdődtek, de az épület csak 1941-ben került tető alá. Az építés befejezése 1977-ben Petar Janković plébános nevéhez fűződik. Felszentelése 1977. június 29-én történt Szent Péter tiszteletére, de később a hívek mégis úgy döntöttek, hogy az eredeti elképzelés szerint Szent Antal tiszteletére szenteljék. Háromhajós szép neoromán stílusú épület, homlokzata felett piramisban végződő karcsú harangtoronnyal, melyet a harangok szintjén biforámás ablakok díszítenek. Építéséhez az 1966-ban lebontott Szent Antal kápolnából nyerték, mely a plébános házi kápolnája volt. A templom szentélyében nagyméretű kereszt és ezüst ajtószárnyakkal díszített tabernákulum látható. A Szent Pétert ábrázoló oltárkép Branko Lovrić šibeniki festőművész munkája. A templomhajóban Szűz Mária és Szent Antal szobrai láthatók.
- Történelem előtti halomsírok találhatók Glavica kod Novaka, Lepende, Šeminovac, Čujići, Žužuli településrészeken.
- Történelem előtti várak maradványai Brkića gradina, Gradina (Popićtól nyugatra), Barabanova gradina, Piljevača, Čapina, Šućura nevű helyeken és a Baba-hegyen.
- Római utak maradványai a kamenmosti Hršćevani, valamint Krivodol területén, ahol késő középkori sírok is előkerültek.
- Marcus Aurelius császár emléktáblája a 2. századból.